# بخش آرائوکا
شهرستان آرائوکا (به اسپانیایی: Arauca Department) یک سکونتگاه مسکونی در کلمبیا است که در کلمبیا واقع شده‌است.

## خصوصیات
شهرستان آرائوکا ۲۳٬۸۱۸ کیلومترمربع مساحت و ۲۵۶٬۵۲۷ نفر جمعیت دارد.

## نگارخانه

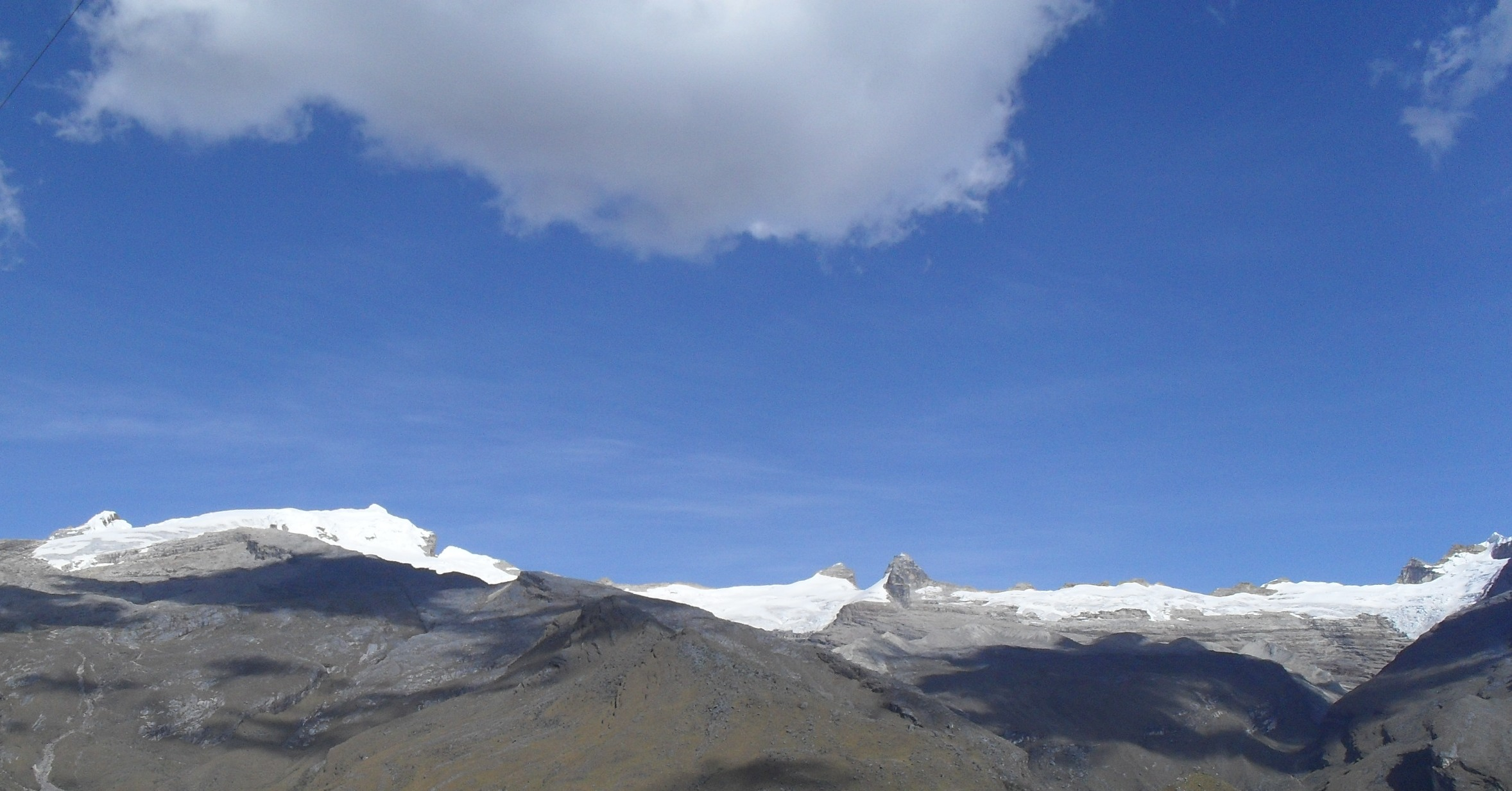
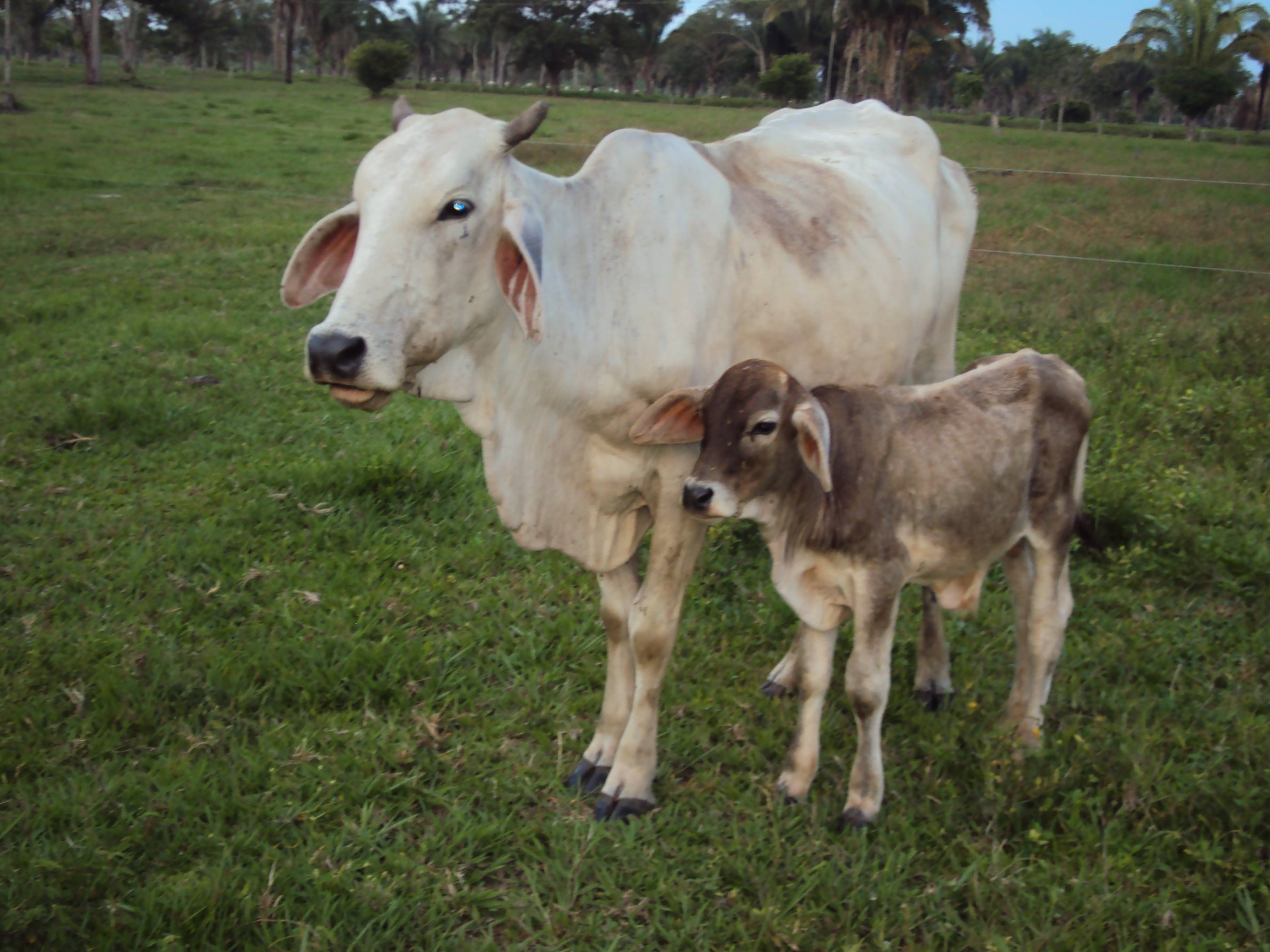
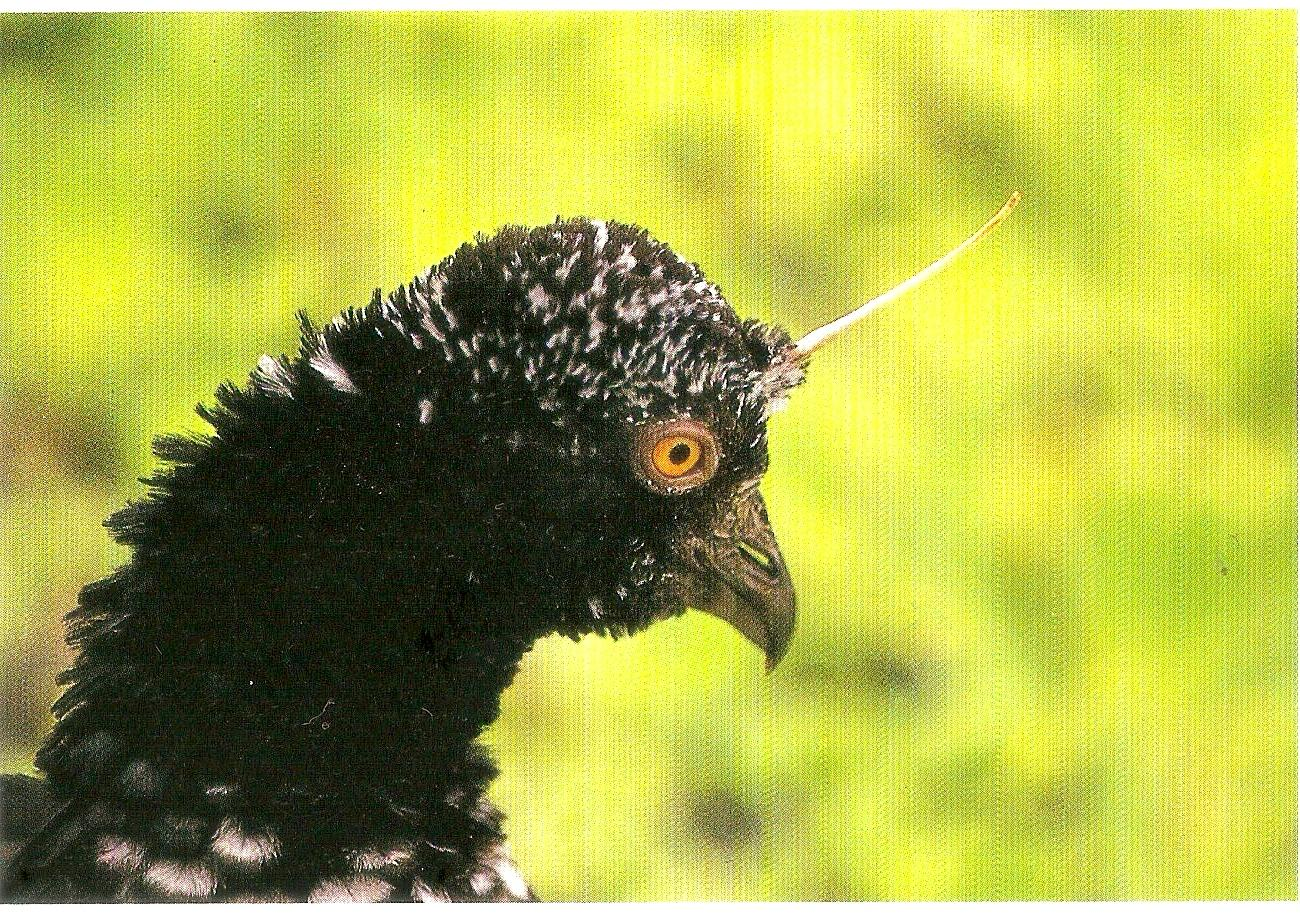
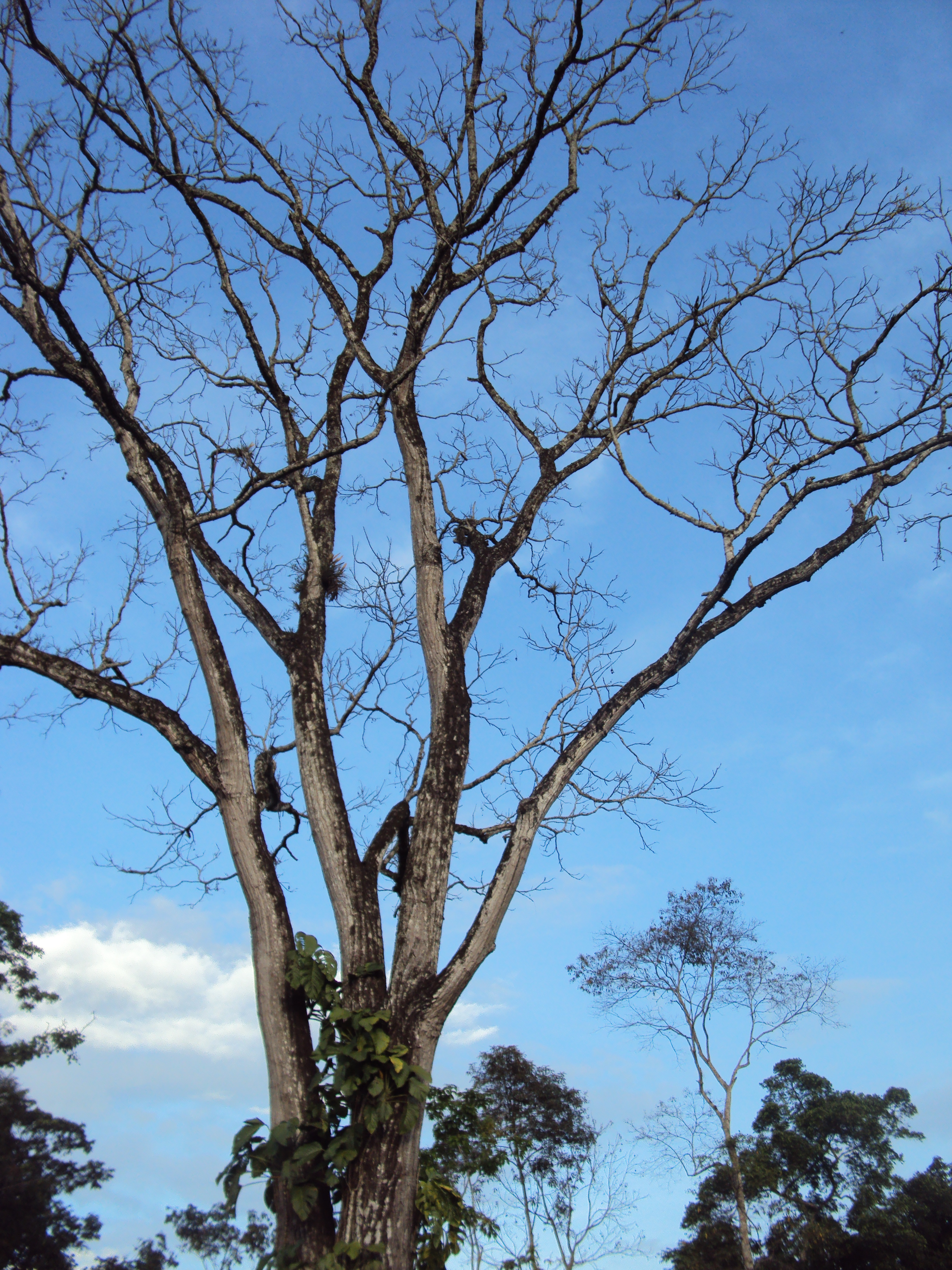
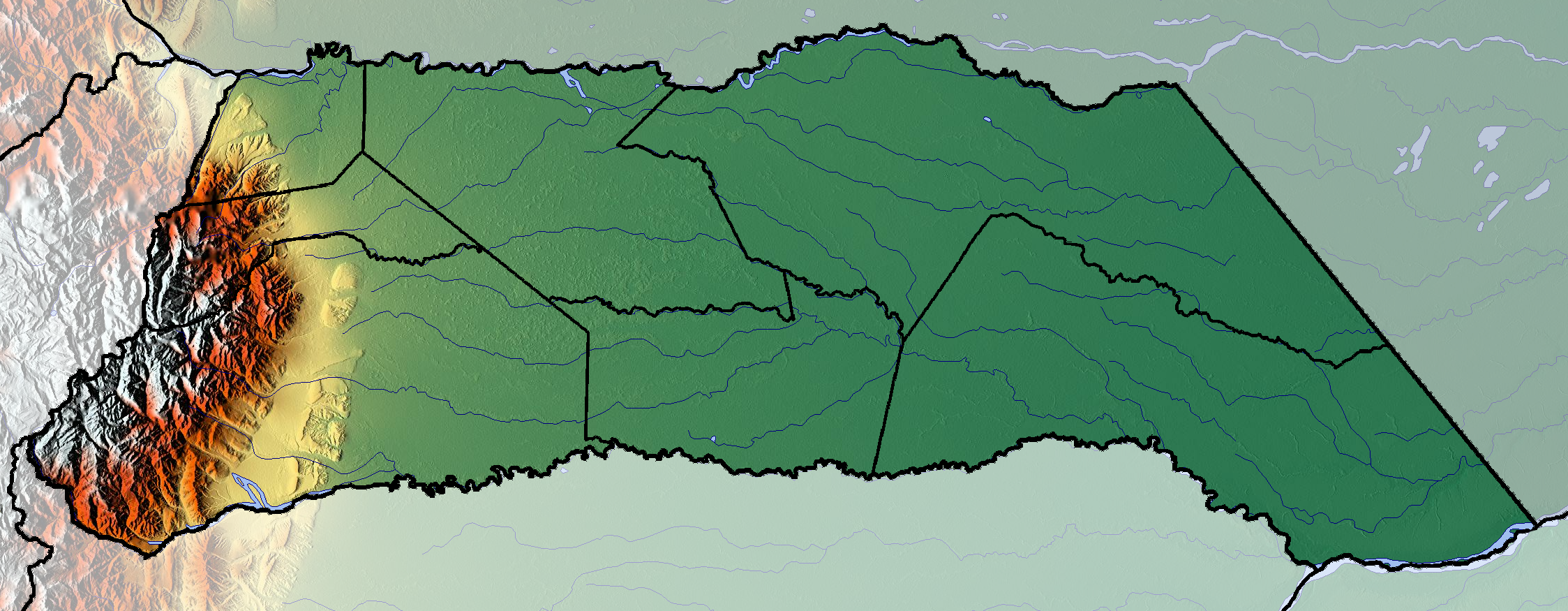